# Барановка (Жлобинский район)
Барановка (бел. Баранаўка) — деревня в Староруднянском сельсовете Жлобинского района Гомельской области Беларуси.
Около деревни есть залежи железняка.

## География

### Расположение
В 18 км на юго-восток от Жлобина, в 12 км от железнодорожной станции Салтановка (на линии Жлобин — Гомель), в 80 км от Гомеля.

## Гидрография
На реке Окра (приток реки Днепр).

## Транспортная сеть
Рядом автодорога Барановичи — Гомель. Планировка состоит из короткой прямолинейной широтной улицы, застроенной деревянными усадьбами.

## История
Согласно письменным источникам известна с XIX века как околица в Рогачёвском уезде Могилёвской губернии. В 1909 году жители владели 90 десятинами земли, в Староруднянской волости. В 1931 году организован колхоз «Искра», работала кузница. Во время Великой Отечественной войны в декабре 1943 года немецкие каратели сожгли 22 двора, убили 2 жителей. 17 жителей погибли на фронте. Согласно переписи 1959 года в составе колхоза имени С. М. Кирова (центр — деревня Старая Рудня).

## Население

### Численность
- 2004 год — 7 хозяйств, 7 жителей.

### Динамика
- 1897 год — 19 дворов, 152 жителя (согласно переписи).
- 1925 год — 29 дворов.
- 1959 год — 100 жителей (согласно переписи).
- 2004 год — 7 хозяйств, 7 жителей.